# Apostolska nunciatura v Republiki Južni Afriki
Apostolska nunciatura v Republiki Južni Afriki je diplomatsko prestavništvo (veleposlaništvo) Svetega sedeža v Republiki Južni Afriki, ki ima sedež v Arkadiji.
Trenutni apostolski nuncij je James Patrick Green.

## Seznam apostolskih nuncijev
- Bernard Gijlswijk (2. december 1922–22. december 1944)
- Martin Lucas (14. september 1945–3. december 1952)
- Celestine Joseph Damiano (27. november 1952–24. januar 1960)
- Joseph Francis McGeough (17. september 1960–8. julij 1967)
- John Gordon (19. avgust 1967–1971)
- Alfredo Poledrini (20. september 1971–18. september 1978)
- Edward Idris Cassidy (25. marec 1979–6. november 1984)
- Joseph Mees (19. januar 1985]] - oktober [[1987)
- Ambrose Battista De Paoli (6. februar 1988–11. november 1997)
- Manuel Monteiro de Castro (2. februar 1998–1. marec 2000)
- Blasco Francisco Collaço (24. maj 2000]] - avgust [[2006)
- James Patrick Green (17. avgust 2006–danes)